# Pachybrachis pusillus
Pachybrachis pusillus är en skalbaggsart som beskrevs av Bowditch 1909. Pachybrachis pusillus ingår i släktet Pachybrachis och familjen bladbaggar. Inga underarter finns listade i Catalogue of Life.